# آبشار کوهوس
آبشار کوهوس (به انگلیسی: Cohoes Falls) آبشاری است که در نیویورک، ایالات متحده آمریکا واقع شده و ارتفاع کلی ریزشگاه آن ۹۰ فوت (۲۷ متر) است.